# NGC 2498
NGC 2498 je galaksija u zviježđu Blizancima.

## Vanjske poveznice
- SEDS: NGC 2498